# Jean Leclercq (homme politique)
Pour les articles homonymes, voir Jean Leclercq (homonymie) et Leclercq.
Jean Leclercq né à Tournai le 2 juin 1925, mort à Louvain le 24 décembre 1970 est un homme politique belge et un militant wallon.

## Biographie
Jean Lerclercq est membre du Conseil économique wallon quand il rejoint le Rassemblement wallon en 1968 dont il accompagne la fondation sur le plan local. Il recueille un millier de voix de préférence et est élu par apparentement aux élections du 31 mars 1968.Il est l'un des premiers élus du Rassemblement wallon au Parlement. Il y devient membre de la Commission de l'agriculture et de la Famille mais la mort le frappe à la veille de la Noël 1970. Paul Van Damme lui succèdera.
Lors du Congrès du Rassemblement wallon des 22 et 23 mars 1969, il insiste sur le fait que Mouscron et Comines sont français à 100 %, plaide pour des relations étroites entre la Wallonie et la France. Lors des élections communales de Tournai, un différend l'oppose à certaines personnalités de son parti et il fonde une liste intitulée Rénovation tournaisienne. Il est élu conseiller communal mais la mort l'empêchera d'exercer ce mandat.